# Buthus
Buthus là một chi bọ cạp độc trong họ Buthidae. Chúng phân bố tại Bắc Phi, kể cải Maroc, Mauritanie, Algérie, Tunisia, Libya, Ai Cập, Sénégal, Guinea-Bissau, Nigeria, Sudan, Somalia, Ethiopia, Djibouti, và ở Trung Đông, kể cả Israel, Palestine, Jordan, Liban, Iraq, Yemen, và Saudi-Arabia và nam Thổ Nhĩ Kỳ. Ở châu Âu nó còn tìm thấy ở bán đảo Tây Bồ, nam Pháp, và Síp.

## Các loài
Chi này có các loài sau
- Buthus albengai Lourenço, 2003
- Buthus amri Lourenço, Yağmur & Duhem, 2010
- Buthus atlantis Pocock, 1889
- Buthus awashensis Kovařík, 2011
- Buthus barcaeus Birula, 1909
- Buthus barbouri Werner, 1932
- Buthus berberensis Pocock, 1900
- Buthus bonito Lourenço & Geniez, 2005
- Buthus boumalenii Touloun & Boumezzough, 2011
- Buthus brignolii Lourenço, 2003
- Buthus chambiensis Kovařík, 2006
- Buthus draa Lourenço & Slimani, 2004
- Buthus dunlopi Kovařík, 2006
- Buthus elhennawyi Lourenço, 2005
- Buthus elizabethae Lourenço, 2005
- Buthus elmoutakoualiki Lourenço & Qi, 2006
- Buthus ibericus Lourenço & Vachon, 2004
- Buthus insolitus Borelli, 1925
- Buthus intumescens (Hemprich in Hemprich & Ehrenberg, 1828)
- Buthus israelis Shulov & Amitai, 1959
- Buthus jianxinae Lourenço, 2005
- Buthus kunti Yağmur, Koç & Lourenço, 2011
- Buthus lienhardi Lourenço, 2003
- Buthus malhommei Vachon, 1949
- Buthus mardochei Simon, 1878
- Buthus mariaefrancae Lourenço, 2003
- Buthus maroccanus Birula, 1903
- Buthus montanus Lourenço & Vachon, 2004
- Buthus occidentalis Lourenço, Sun & Zhou, 2009
- Buthus occitanus (Amoreux, 1789)
- Buthus paris (C.L. Koch, 1839)
- Buthus rochati Lourenço, 2003
- Buthus tassili Lourenço, 2002
- Buthus tunetanus (Herbst, 1800)
- Buthus yemenensis Lourenço, 2008